# Okaya
Okaya (Japans: 岡谷市, Okayashi) is een stad in de prefectuur Nagano op het Japanse eiland Honshu. De stad heeft een oppervlakte van 85,19 km² en had in 2007 ongeveer 53.500 inwoners. Okaya ligt aan het Suwa-meer (諏訪湖, Suwako) en is een industriestad.

## Geschiedenis
Okaya werd op 1 april 1936 een stad (shi).

## Bezienswaardigheden

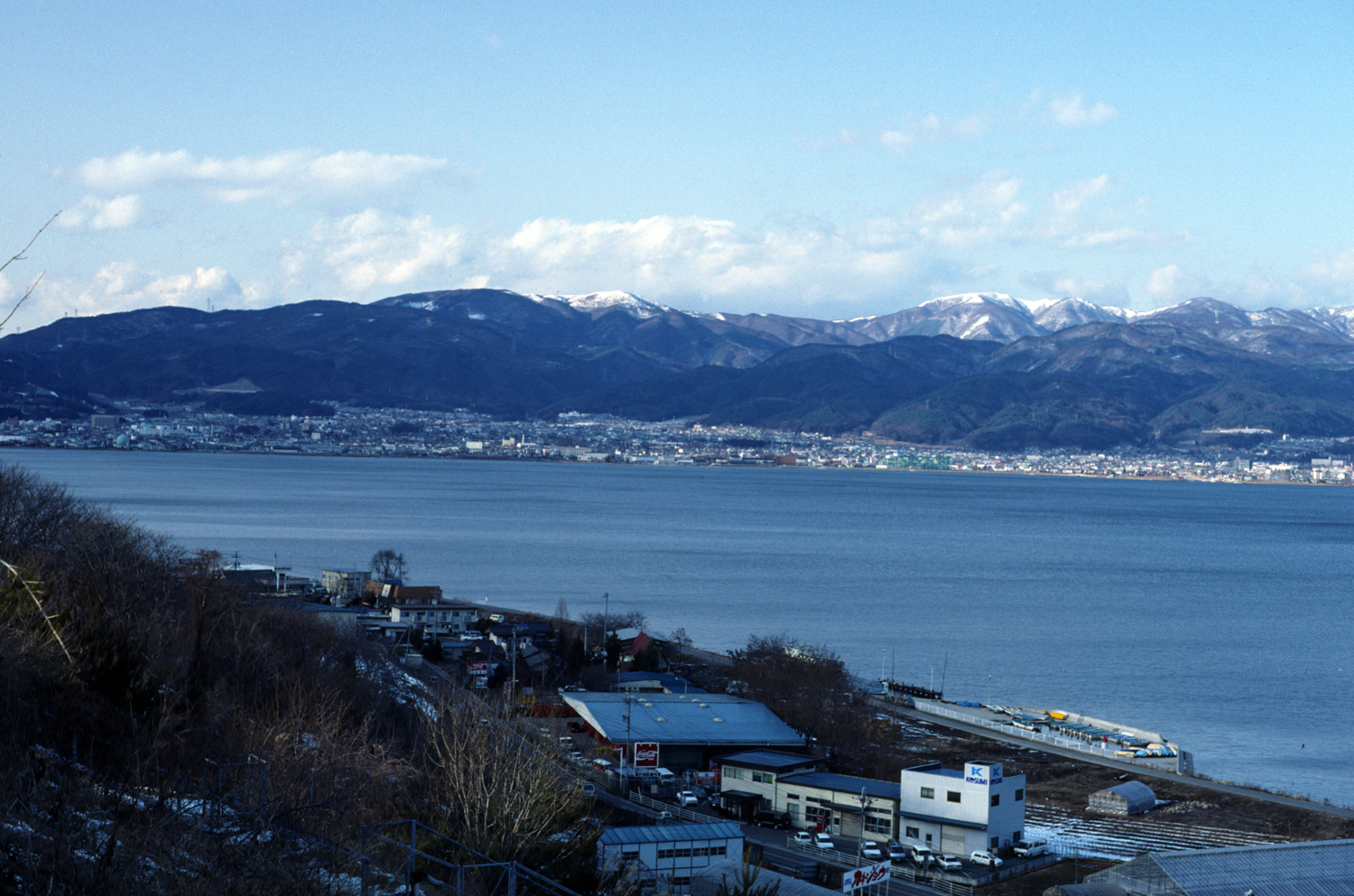
Suwa meer

- Suwa-meer
- Zijdemuseum

## Verkeer
Okaya ligt aan de Chūō-hoofdlijn van East Japan Railway Company.
Okaya ligt aan de Chūō-autosnelweg en aan de autowegen 20 en 142.

## Stedenband
Okaya heeft een stedenband met
- Mount Pleasant (Michigan), Verenigde Staten, sinds 1965.

## Aangrenzende steden
- Matsumoto
- Suwa
- Shiojiri